# Црне голубице
Црне голубице (енгл. Black Doves) британска је шпијунска телевизијска серија коју је створио Џо Бартон за Netflix. Главне улоге тумаче Кира Најтли, Сара Ланкашир и Бен Вишо. Премијера је приказана 5. децембра 2024.

## Радња
Кад шпијунка која глуми супругу политичара сазна да јој је љубавник убијен, стари пријатељ-убица јој се придружи у истрази за истином и осветом.

## Улоге
| Глумац        | Улога |
| ------------- | ----- |
| Кира Најтли   | Хелен |
| Сара Ланкашир | Рид   |
| Бен Вишо      | Сем   |